# Cases annexes a Can Roig i Torres
Les Cases annexes a Can Roig i Torres és una obra de Santa Coloma de Gramenet (Barcelonès) protegida com a Bé Cultural d'Interès Local.

## Descripció
Es tracta d'un conjunt de tres immobles unifamiliars iguals, entre mitgeres, de planta baixa i pati posterior.
Si es considera la façana com un únic element, aquesta apareix esglaonada a la línia del límit de cada parcel·la compensant el desnivell del carrer Dalt de la Ciutadella que es marca mitjançant un recrescut al sòcol. Els tres edificis disposen pràcticament de la mateixa façana amb acabat d'estuc imitant carreus. Les obertures, de grans dimensions en proporció a l'immoble, són rectangulars. Al centre hi ha el portal d'accés i a banda i banda una balconera amb una barana de ferro forjat. Les tres obertures presenten estan ressaltades amb una motllura. Els tres edificis tenen una coberta única de teula àrab a doble vessant amb el carener paral·lel a la façana. La cornisa de coronament no deixa veure la teulada